# Cédric Largent
Cédric Largent (* 9. Juli 1976 in Paris, Frankreich) ist ein französischer Handballspieler. Er war 1,91 m groß.
Largent, der für den Schweizer Verein HSC Suhr (Rückennummer 2) spielt, wird meist auf der Rückraummitte eingesetzt.
Cédric Largent debütierte für den US Ivry HB in der ersten französischen Liga. 2002 wechselte er zum Zweitligisten UMS Pontault-Combault HB, mit dem er gleich in der ersten Saison in die erste Liga aufstieg. 2003 stieg er wieder ab, 2005 erneut wieder auf. Nachdem sein Club sich ein Jahr in der obersten Spielklasse behaupten konnte, wechselte Largent zum Tremblay en France HB. Nach nur einem Jahr bekam Largent ein Angebot aus der deutschen Handball-Bundesliga, von den SC Magdeburg Gladiators, das er wahrnahm. Bei den Elbestädtern konnte er sich jedoch nie durchsetzen, sodass er Anfang 2008 zum Schweizer NLA-Verein RTV 1879 Basel weiterzog. Seit Oktober 2008 spielt er für den HSC Suhr.